# Flughafen Siem Reap-Angkor

i7
i11
i13
Der Flughafen Siem Reap-Angkor (Khmer អាកាសយានដ្ឋានអន្តរជាតិសៀមរាប-អង្គ, IATA-Code: SAI, ICAO-Code: VDSA) ist ein internationaler Flughafen in Kambodscha. Er liegt etwa 45 km östlich von Siem Reap und wurde am 16. Oktober 2023 eröffnet. Der entfernte Standort wurde gewählt um Tempelanlagen durch Vibrationen, ausgehend von Flugbewegungen, nicht zu gefährden. Der Flughafen dient der Anbindung der Stadt Siem Reap und des UNESCO-Welterbes Angkor.

## Bau
Der Bau des Flughafens kostete 1,1 Mrd. US-Dollar und begann 2020. Für den Bau verantwortlich waren chinesische Unternehmen, betrieben wird er von der staatlichen chinesischen Yunnan Aviation Industry Investment Group, nachdem das Unternehmen 2017 mit der kambodschanischen Regierung eine 55-jährige Konzession für den neuen Flughafen unterzeichnet hatte.
Der bisherige Flughafen Siem Reap wurde am 15. Oktober 2023 geschlossen.